# Lymantria brunneata
Lymantria brunneata este o specie de molii din genul Lymantria, familia Lymantriidae, descrisă de Sir George Hamilton Kenrick 1914 Conform Catalogue of Life specia Lymantria brunneata nu are subspecii cunoscute.